# João Justino Amaral dos Santos
João Justino Amaral dos Santos   (Campinas, 21 de desembre de 1954 - São Paulo, 31 de maig de 2024) va ser un futbolista brasiler. Va formar part de l'equip brasiler a la Copa del Món de 1978.